# Raisbeck Aviation High School
Raisbeck Aviation High School (zkratka RAHS), do roku 2013 Aviation High School, je střední škola ve školním okrsku Highline ve městě Des Moines v americkém státě Washington. Zaměřuje se na témata související s letectvím a kosmonautikou a jedná se o jednu z menších škol v okrsku. Navštěvuje ji 400 žáků z celé oblasti Pugetova zálivu. Mezi lety 2004 a 2007 se nacházela na kampusu South Seattle Community College v Seattlu, nyní je umístěna v bývalé budově Mount Rainier High School. V roce 2013 se přesunula na nové místo a přejmenovala na Raisbeck Aviation High School.
Nová škola, která se jmenuje po hlavním sponzorovi, se začala stavět v srpnu 2011, její stavba byla dokončena v létě 2013. Stavba se nachází na sever od Muzea letectví na západní straně Boeingova letiště v Tukwile. Nová budova je navržena tak, aby co nejvíce podpořila důsledné vzdělávání v předmětech STEM, mezi něž patří věda, technologie, strojírenství a matematika. Studenti budou mít možnost přímo z budovy vyhlédnout na vystavená letadla Muzea letectví, například na Concorde nebo jeden z prvních tryskových Boeingů. Umístění školy bylo vybráno, aby byl usnadněn přístup ke zdrojům nabízeným Muzeem letectví a zhruba 200 s letectvím spojeným firmám v okolí.